# Erwin Vierow
El General Erwin Vierow (15 de mayo de 1890 - 1 de febrero de 1982) fue un general en la Wehrmacht de la Alemania Nazi durante la II Guerra Mundial.
Entre las guerras sirvió en el Estado Mayor del Reichswehr y en la infantería y para el estallido de la II Guerra Mundial había alcanzado el rango de Generalmajor en la Wehrmacht. En agosto de 1940 fue elegido como comandante de la 9.ª División de Infantería. Sirviendo en el frente oriental como comandante del 55.º Cuerpo de Ejército se convirtió en el comandante militar de la ciudad de Járkov tras su captura el 24 de octubre de 1941. Se le concedió la Cruz de Caballero de la Cruz de Hierro el 15 de noviembre de 1941.
El 1 de julio de 1943 fue seleccionado comandante del ejército en el noroeste de Francia, cubriendo las regiones de Laon, Orléans y Ruan y sostuvo este mando hasta septiembre de 1944 cuando fue seleccionado jefe del ad hoc ‘Comando General del Somme’. Sostuvo este puesto hasta su rendición ante las fuerzas británicas.

## Condecoraciones
- Cruz de Caballero de la Cruz de Hierro el 15 de noviembre de 1941 como General der Infanterie y comandante general del LV. Cuerpo de Ejército[1]

### Citas
1. ↑  Fellgiebel 2000, p. 431.